# Bubastis
Bubastis, v arabštině známé jako Tell-Basta, v egyptštině pak také jako Per-Bast, bylo starověké egyptské město. Bývá ztotožňováno s biblickým městem Pi-Beseth. Nacházelo se v deltě řeky Nil v Dolním Egyptě a bylo správním centrem svého vlastního nomu. Bubastis bylo centrem uctívání kočičí bohyně Bastet, sloužilo proto jako hlavní úložiště kočičích mumií ve starověkém Egyptě.
Jeho zříceniny se nachází na předměstí dnešního města Zakázík (Zagazig).

## Etymologie
Jméno Bubastis je v egyptštině zapisováno Pr-Bȝśt.t, obvyklá transripce do latinky je Per-Bast. První část názvu znamená „dům“, druhá část je pak jméno bohyně Bastet. Jméno města tedy znamená „Dům Bastet“.